# Noumea aureopunctata
Noumea aureopunctata is een zeenaaktslak die behoort tot de familie van de Chromodorididae. Deze slak komt voor in de Straat Bass, nabij de noordkust van Tasmanië, op een diepte van 5 tot 12 meter. Qua kleur lijkt deze soort veel op de Chromodoris epicuria.
De slak is wit gekleurd, met een beige mantelrand. De kieuwen en de rinoforen zijn maanwit. Ze wordt, als ze volwassen is, zo'n 7 tot 13 mm lang. Ze voeden zich met sponzen.